# 青木玲
青木 玲（あおき れい、1984年7月11日 - ）は、日本のAV女優。プライムエージェンシー所属。

## 人物・略歴
東京都出身。趣味・特技は料理・昼寝・バドミントン。
- 2003年10月に『ナチュラル ビューティー』でKUKI専属女優としてAVデビュー。
- 2004年1月に『デジタルモザイク Vol.027』でMOODYZよりセルデビュー。
- 2005年に一旦引退。
- 2007年9月に『ハイパーデジタルモザイクVol.063』で復活。
- 2008年4月に『パイパンハイパーデジタルモザイク ぶっかけ・潮吹き大乱交・吊るし・SM 見納め3時間 引退スペシャル!』で完全引退。
- 2008年冬に再び活動を再開。
- 2019年1月7日発売「密着セックス ～披露宴の二次会、不貞の出逢いに溺れて～」より、マドンナの専属女優となる[2]。
- 2024年4月8日週FANZA動画フロアランキングにて、2023年1月発売の出演作『【福袋】【人気シリーズ厳選！】母の親友 まるごと15タイトル1534分』（VENUS）が急上昇し、2位にランクイン[3]。

## 作品

### アダルトビデオ
- ナチュラル ビューティー （10月18日、KUKI）
- 家庭教師 魅惑のレッスン （11月29日、KUKI）
- H（12月12日、KUKI）
- ボディ フェティッシュ （12月30日、KUKI）

- デジタルモザイク Vol.027 （1月15日、MOODYZ）
- Sex On The Beach 4 （2月15日、MOODYZ）
- H 青木玲 2nd （2月20日、KUKI）
- FACE 68 青木玲 （3月17日、アウダースジャパン）
- 裏FACE 催眠IV （3月17日、アウダースジャパン）
- ドリームウーマン DREAM WOMAN VOL.28 （4月1日、MOODYZ）
- CROSS -痴女と淫女- （5月1日、MOODYZ）
- 青木玲 スケベ椅子でしてあげる （5月7日、GLAY'z）
- 極乱 ～デジタルモザイク～（6月4日、GLAY'z）
- レイプウーマン （6月4日、ワープエンタテインメント）
- 美しい痴女の接吻とセックス（6月8日、ドグマ）
- 麗しのフェロモン痴悦の性癖（6月15日、隼エージェンシー）
- 保健教師【教育的ザーメン指導】（7月8日、ドリームチケット）
- 拘束椅子トランス（7月10日、ドグマ
- 御奉仕アクトレス （7月15日、隼エージェンシー）
- 姉妹どんぶり 2 （8月6日、ワープエンタテインメント）
- 隣人狂想曲（8月6日、プレステージ）
- Maison de フードル 青木玲 （8月20日、笠倉出版社）
- 顔は原宿 カラダは車中!! （8月25日、ホットエンターテイメント）
- 会員制高級ソープ 二輪車限定 AV女優専門店 （9月3日、GLAY'z）
- 最高のオナニーのために 21世紀オナニー （9月15日、MOODYZ）
- 青木玲の愛液たっぷりセックス （10月8日、ドグマ）
- インモラル天使 [VHS]（10月15日、シネマジック）
- 痴女と精子 （10月15日、MOODYZ）
- TRIPLE CAST ≪痴女×コスプレ×SEX≫ver. （10月21日、SODクリエイト）
- うっかりマンコが出てました（11月1日、ワンズファクトリー）
- アクメ痙攣潮吹き美人女医 （11月4日、SODクリエイト）
- トリプルキャスト 《M女×凌辱×ザーメン》ver. （11月18日、SODクリエイト）
- サンタちゃん （12月1日、ワンズファクトリー）
- Black Game ～青木玲 史上最悪の一日～ （12月1日、ワンズファクトリー）
- 接吻妄想劇場4 （12月1日、MOODYZ）
- 雌女anthology #013 「女の口は嘘をつく。」 （12月2日、アウダースジャパン）
- STAR BOX VOL.49 （12月15日、ワープエンタテインメント）
- なりきり24時間パフパフ女子アナ本番実況生中継（12月24日、アウダースジャパン）

- 被虐の女戦士 暗黒死闘篇［VHS/DVD］ （1月28日、シネマジック）
- 青木玲 完全版 （2月1日、ワンズファクトリー）
- 姫咲しゅり★青木玲★椎名まゆみのソフト・オン・デマンド社員抜き打ちチ●ポ検査 （2月17日、SODクリエイト）
- エンドレス ファッカー2005 青木玲 （3月15日、ドグマ）
- レイプ常習犯 強姦された9人の女 （3月17日、隼エージェンシー）オムニバス作品 出演者多数
- コスプレ痴漢バス 青木玲 （3月18日、笠倉出版社）
- インモラル天使 青木玲［DVD］ （3月25日、シネマジック）
- 激淫 （4月1日、ワンズファクトリー）オムニバス作品
- 拘束M女優 （4月8日、マルクス兄弟）
- くいこみパクリまんじゅう。2（4月15日、MOODYZ）
- ゴックンくらぶ 3 DX （4月15日、MOODYZ）
- 被虐の女戦士 5 暗黒死闘篇 完全版 （4月22日、シネマジック）
- おしゃぶり学級委員長 （5月13日、MOODYZ）
- 女弁護士 玲子 淫我応報の罠 （5月13日、アタッカーズ）
- 絶対くい込みマンコフェチ （5月13日、マルクス兄弟）
- 雌女anthology #019 「女の口は嘘をつく。」 （6月2日、アウダースジャパン）
- 紅い花 龍縛愛玩調教 31 （6月7日、アタッカーズ）
- 密室フェロモン 5 （6月19日、ドグマ）
- ふたなりズム （7月19日、ドグマ）※オムニバス作品
- アナル快感伝道師 2 【美乳レディの素人M男バック狩り】 （8月5日、ワープエンタテインメント）
- 超高級ソープ カリスマフードル （8月19日、笠倉出版社）
- しゃぶりヌキ!4時間 女優18人 （9月10日、ラストラス）オムニバス作品
- ノーモザイクおまんこ 2 （10月7日、カルマ）
- 絶対征服4時間（10月13日、マルクス兄弟）
- あやつり人形調教記録 Marionette Lady #03 （10月13日、ウエストメディア）
- AV業界NO.1の騎乗位アイドルが23本ヌキ（10月20日、アイエナジー）
- 極淫6本番 （11月1日、MOODYZ）
- GIRLS*MIX 4時間!! 8 （11月11日、アリスJAPAN）

- お姉さんとしようよ!（2月3日、GLAY'z）※UMD Video版のみ。
- PORNOGRAPH 08 （2月4日、HGJM）
- 遺伝子の悲劇 2 悲しきヒロインの宿命 （3月7日、アタッカーズ）
- 顔キ攻撃 2 ナース&若妻裸エプロン （3月16日、アイエナジー）※オムニバス作品

- ハイパーデジタルモザイクVol.063 （9月1日、MOODYZ）
- KUKIピンクファイル あの新基準モザイクで魅せる! 青木玲（10月11日、KUKI）※VHSで発売された「ナチュラル ビューティー」と「家庭教師 魅惑のレッスン」を新基準モザイクでノーカット収録[4]。
- MARIONETTE LADY #03 （10月26日、Beck's Media）
- イカセ潮吹きザーメン乱交 （11月25日、BEAUTY）
- 極上 おしゃぶり学園 （12月1日、MOODYZ）
- 極GOKUJYO （12月25日、イエロー）

- 女教師 レイプ 輪姦 （1月13日、MOODYZ）
- 超絶品ボディSPECIAL （3月1日［DVD］/ 5月1日［VHS］、MOODYZ）
- パイパンハイパーデジタルモザイク ぶっかけ・潮吹き大乱交・吊るし・SM 見納め3時間引退スペシャル! （4月1日、MOODYZ）
- 手コキでベロちゅ～ 2（4月19日、イエロー）※オムニバス作品
- kira☆kira SPECIAL 極上BODY☆巨乳乱交LIVE（11月19日、kira☆kira）
- 急募! AVに出たい女性 あなたのSEX、テレビ公開します…電波ジャックで（12月16日、MAXING）

- ゴックンVENUS（1月19日、エムズビデオグループ）
- Wフェラ＆トリプルフェラ（1月19日、イエロー）※オムニバス作品
- 分娩手術台に括られて… キャリアウーマン蔑みの人体実験（2月7日、アタッカーズ）
- kira☆kiraフェラチオ学園祭-女教師編 Vol.1-（2月19日、kira☆kira）※オムニバス作品
- Elegant Queen（3月1日、MOODYZ）
- 叱られ淫語。（5月1日、MOODYZ）
- 10秒でイック!（5月19日、乱丸 (アダルトビデオ)|乱丸）
- 街で噂の若奥様はゴックンがお好き（7月1日、MOODYZ）
- 潜入捜査官、堕ちるまで…（7月7日、アタッカーズ）
- kira☆kira SPECIAL LIP FUCK -激しく絡み合う唇と肉体-（7月19日、kira☆kira）
- 新奴隷島 第六章 普通の生活がしたかった…（8月7日、アタッカーズ）
- 公開痴漢裁判所（10月7日、アタッカーズ）

- 快感喉チンコフェラ ～14GALSのコスチュームフェラ～（1月19日、kira☆kira）
- あなた、許して…。 義弟に寄せる想い（10月7日、アタッカーズ）
- 癒しの母乳お姉さん（10月7日、MOODYZ）
- 妻の妹 ～盗撮カメラが見た母乳のしたたり～（11月25日、マドンナ）
- 夫の目の前で犯されて― 母乳まみれの恥辱（12月7日、アタッカーズ）
- チ○ポを鍛える励まし淫語セックス（12月13日、MOODYZ）

- ザーメン500連発の洗礼（1月25日、ダスッ!）
- 接吻とレズと乱交SPECIAL（2月25日、美）
- それでも貴方に愛されたいから…～変態夫の性癖に合うように躾けられていく人妻～（3月25日、マドンナ）
- 射精管理おねえさん（4月13日、MOODYZ）
- 奴隷色のステージ 13（5月7日、アタッカーズ）
- 絶対服従-恥辱の学園 お漏らし人妻女教師（5月13日、MOODYZ）
- 言いなり妻（5月25日、マドンナ）
- 母乳凌辱 しぼり出された白い涙（6月7日、アタッカーズ）
- 青木玲ファン参加型企画 素人男子のお悩み解消SEX（7月1日、MOODYZ）
- 僕を犯してくれる痴女お姉さん達（7月25日、美）
- ふんどし女教師羞恥（7月25日、マドンナ）
- 全裸で宴会芸をさせられた妻（8月13日、MOODYZ）
- 近親相姦 美尻と中出し（8月19日、VENUS）
- 夫に売られた奴隷人妻（9月1日、MOODYZ）
- 嫁姑レズ調教（9月7日、マドンナ）
- 義母奴隷（9月13日、溜池ゴロー）
- ツン顔でイキガマンするオンナ教師（9月15日、ワープエンタテインメント）
- 友人の母親（10月1日、VENUS）
- 1日10回射精しても止まらないオーガズムSEX（10月1日、MOODYZ）
- 公然ワイセツ淫乱SEX（10月19日、乱丸）
- スチュワーデスin...【脅迫スイートルーム】Cabin Attendant Rei (27)（10月15日、ドリームチケット）
- W女教師レイプ輪姦（12月1日、MOODYZ）

- 近親[催眠]相姦 いんらん覚醒母　ボクの催眠術でマンコになった母（1月19日、VENUS）
- 近親[無言]相姦 隣にお父さんがいるのよ…（3月19日、VENUS）
- 奴隷ソープに堕とされた女教師 2（5月7日、アタッカーズ）
- 兄嫁売春調教（5月25日、マドンナ）
- 監禁飼育 ～快楽の為だけに自宅でペットを飼う人妻～（6月25日、美）
- 青木玲が30人の精子を一気に抜く!（8月25日、ダスッ!）
- 幻母 禁断母子スワップ 青木家ご一行様、息子交姦ツアーの旅（10月19日、VENUS）
- 「倦怠期を解消させる夫婦の感情、再び感じ合う熱愛･･･」（11月22日、SODクリエイト）
- キスからはじまる母と息子の愛情、密着、濃厚セックス（12月1日、VENUS）

- キレイ過ぎる良妻、外ではオンナ。 3（2月22日、ONE DA FULL）
- おもらし団地妻 ガマンできない公然失禁（4月1日、VENUS）
- 華道家元乱れ咲き 濡れた花（5月7日、アタッカーズ）
- 人妻恥悦旅行（5月16日、グローリークエスト）
- 堕ちた人妻奴隷教師（5月19日、VENUS）
- 前代未聞!! 当日オーディション、即参加!! ZUKKON/BAKKON代表女優VS素人男性 夢のユーザー参加型大乱交SP（6月1日、ZUKKON/BAKKON）
- 部長の奥さんがエロすぎて…（11月13日、VENUS）
- 湯けむり近親相姦 母子入浴乱交（12月19日、VENUS）

- S級熟女コンプリートファイル 青木玲4時間 其之弐（2月13日、VENUS）※単体ベスト
- 義父と喪服嫁 哀しみの訓育遊戯（3月25日、グローバルメディアエンタテインメント）
- 父が出かけて2秒でセックスする母と息子（5月1日、VENUS）
- 旦那のいない白昼! 主婦連続強姦事件の約三分の一は被害者の自宅で起きている!! PART 2（5月25日、グローバルメディアエンタテインメント）
- 「セックスは激しいだけじゃダメなのよ」 ピストンしまくる息子に優しく教える母（9月1日、ABC/妄想族）
- 卑猥に絶句、果て無き性欲の虜。（9月19日、TEPPAN）
- 完全主観レイプ ～あなたお願い、こっちを見ないで～（10月1日、VENUS）
- オマ●コ露出ビデオ 青木玲 (31歳)（12月7日、山と空）

- 青木玲 デジタルリマスター8時間（1月1日、ムーディーズ）※単体ベスト
- 堕ちゆく未亡人母（1月19日、ABC/妄想族）
- 人妻教師痴漢電車（2月1日、VENUS）
- ムカつく女上司に夜這いを仕掛けたら強烈なカニバサミで押さえ込まれて強制中出しさせられた!! 2（3月13日、VENUS）
- 兄嫁 れい（4月10日、なでしこ）
- S級熟女コンプリートファイル 青木玲 4時間 其之参（6月13日、VENUS）※単体ベスト
- 洗脳ハウス 文京区本駒●（7月13日、催眠研究所別館）
- 凌辱M志願の奥さんをアダルトセックスでガチ調教! 青木玲・31才（7月13日、MARX）
- 青木玲 Best 6本番（8月1日、ABC/妄想族）※単体ベスト
- 人間廃業催眠緊縛 洗脳中出し肉便器（8月14日、ケイ・エム・プロデュース）
- ソフトSM調教ドラマ 離婚した旦那に実家に押しかけられ犯され、その時、怪我をした実父の介護と借金に追われ悲惨な離婚妻は、なまじ綺麗なものだから男の欲望を穴にタップリ注ぎ込まれ調教される。（10月8日、ヒビノ）
- 母親の再婚 僕の親友と結婚した母（12月19日、VENUS）
- 昭和女のエレジー 不条理な時代犯されるのは美しい女達 陵辱母娘（12月24日、ヒビノ）

- TEPPAN未収録 滑らかで激しい極上手こき（1月1日、TEPPAN）
- 子持ち露出狂 青木玲 4時間（3月7日、山と空）
- はだかの奥様（4月19日、KSB企画/エマニエル）
- もしも…青木玲が○○だったら…。（6月1日、プラネットプラス）
- 彼女のママの乳首チラッチラ。（8月7日、VENUS）

- まるっと! 青木玲（2月1日、プラネットプラス）※単体ベスト
- 隣に越してきた人気AV女優に媚薬を飲ませたら超淫乱化! 実生活での欲求不満が大爆発!? 2（5月26日、なでしこ）
- やっぱり露出が好き。青木玲5時間（6月7日、山と空）※単体ベスト
- 僕の目の前で妻が他人のデカマラでイキまくっています。（7月13日、センタービレッジ）
- 出産して性欲が高まってしまったのにSEXレスになってしまい毎日悶々とオナニーしているおばさんに童貞くんを筆下ろしさせてあげました（7月19日、ドグマ）
- やって来たデリ嬢はなんと有名AV女優! 僕の人並み外れたデカチンに仰天したAV女優はプライドを掛けて自ら禁断の挿入を試みる!! 2（7月28日、なでしこ）
- 母ちゃんの感度を暴走させる超絶スローピストン マ○コの奥をじっくり突き上げジワジワと発情させる驚愕の生ハメ交尾（8月31日、センタービレッジ）
- 淫欲の家庭内強姦 田舎で暮らす義父に襲われる嫁（9月8日、なでしこ）
- 大失禁。～上品ぶってる淫乱奥様のみっともないビショ濡れ交尾～（12月19日、VENUS）

- 娘婿の朝勃ちチ○ポを狙うお義母さん（2月1日、プラネットプラス）
- 妊活のため一ヶ月の禁欲生活をして溜めた僕の濃厚精子をすぐに横取りしてしまう困った嫁の母! 今夜こそ嫁を孕ませるぞ…と思っていても溜まりすぎてギンギンになってる勃起チ○ポを見た瞬間に飛びつきむしゃぶり自分のマ○コに強制横取り中出し! 3（2月19日、VENUS）
- 万引き妻（3月9日、新世紀文藝社）
- S級熟女コンプリートファイル 青木玲6時間（6月19日、VENUS）※単体ベスト
- まるっと! 青木玲 2（8月1日、プラネットプラス）※単体ベスト
- ドスケベ母を満足させるイッた直後の敏感オマ○コを再び激突き! 速攻! 追い討ちピストンSEX（9月13日、VENUS）
- 緊縛近親相姦 田舎の義父と嫁（10月12日、なでしこ）
- 母の親友（10月13日、VENUS）
- 孕ませ寝取られ妻 他人のザーメンに溺れる人妻たち（11月8日、センタービレッジ）

- 密着セックス ～披露宴の二次会、不貞の出逢いに溺れて～（1月7日、マドンナ）
- マドンナ専属 青木玲×珠玉の背徳ドラマ 遂に実現!! 夫の上司に犯され続けて7日目、私は理性を失った…。（2月7日、マドンナ）
- 「ねぇ? あなた、本当に童貞なの?」～童貞詐欺にイカされ続けた人妻～（3月7日、マドンナ）
- 僕の乳首を常に責めまくり、勃起させながら笑みを浮かべる人妻（4月7日、マドンナ）
- 四六時中、娘婿のデカチ○ポが欲しくて堪らない義母の誘い（6月7日、マドンナ）
- 妻には口が裂けても言えません、義母さんを孕ませてしまったなんて…。 ―1泊2日の温泉旅行で、我を忘れて中出ししまくった僕。―（7月7日、マドンナ）
- 青木玲 初日焼け作品!! 健康的小麦肌を見せつけて誘惑する人妻インストラクター（8月7日、マドンナ）
- 母の友人（10月7日、マドンナ）
- 永遠に終わらない、中出し輪姦の日々。（11月7日、マドンナ）
- 「おばさんの下着で興奮するの?」 脱ぎたてのパンティで甥っ子の精子を一滴残らず搾りとる叔母（12月7日、VENUS）

- 母子姦（1月2日、グローリークエスト）
- 「ねぇ、もう少し一緒に飲まない?」 終電を逃して二人きり…酔うと可愛くなる普段は厳しい女上司と朝までハメ潮だだ漏れセックス（2月13日、VENUS）
- 欲求不満な息子の嫁に誘惑されて（3月1日、プラネットプラス）

### アダルトVR
2018年
- ママフェチVR 母があまりにもエロ過ぎるので、朝勃ちチ○ポをぶちこみイカセまくって膣内射精してしまった…（9月5日、SODVR）
- 30分、あなたを焦らして焦らして珠玉の一発! 寸止め性感エステと誘惑淫語で最高の射精を味わえるVR（9月21日、SODVR）

2019年
- 未亡人 他人棒に欲情して連続中出しSEX!! 「めちゃくちゃにして…」 （2月22日、KMPVR-bibi-）
- ハイパーバイノーラル 嫁ハーレム体験VR エロ癒し系人妻に連続中出し放題!（2月28日、KMPVR）
- マドンナ専属 青木玲 MadonnaVR初登場!! 無自覚ボディタッチをしてくる隣の奥さんといつの間にか身体を密着させて唾液をダラダラ垂らしながら舌を激しく絡め合うベロチューSEXをしてしまった（6月21日、MadonnaVR）

### イメージビデオ
2004年
- 真裸 (MAPPA)（10月30日、シャッフル）

2005年
- 本気(マジ)?! 4（8月26日、イーネット・フロンティア）
- 裸体 marvelous （9月30日、シャッフル）

2008年
- Perfect Star Perfect Style （2008年8月15日、TMA）

### オリジナルビデオ
- 温泉棋士 香子（2005年、ネクスタシー）

## 出演

### テレビ
- Peach-Pit 桃のたね（MONDO TV）